# Grêmio Esportivo Três Estrelas

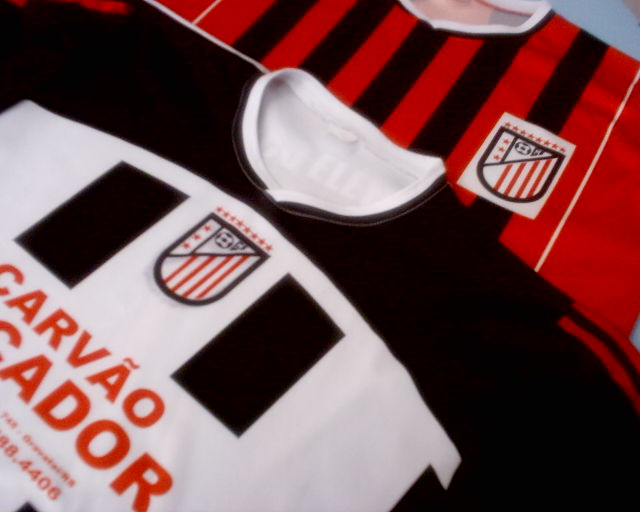
Grêmio Esportivo Três Estrelas

Grêmio Esportivo Três Estrelas, fundado em 10 de março de 1963
, na Vila São José de Gravataí, estado do Rio Grande do Sul, onde localizou-se sua primeira sede. Vindo a situar-se atualmente na Vila União na Parada 76, também em Gravataí.
Clube de Futebol Amador. É uma sociedade civil, composta de número ilimitado de sócios, tem por fim proporcionar difusão do civismo e de cultura física, principalmente o futebol, asistência social aos menos favorecidos e a alfabetização de adultos, podendo ainda realizar reuniões e diversões de caráter social e cultural.
O clube foi homenageado pela Câmara de Vereadores de Gravataí em decorrência dos 50 anos do clube .

## Principais Títulos

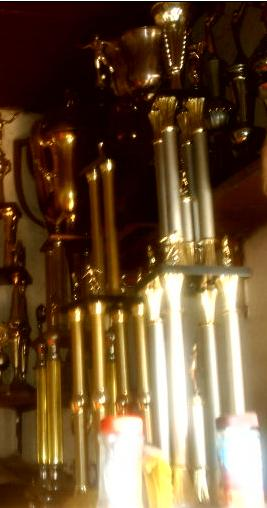
Taças Conquistadas pelo Clube

Ao longo dos seus 60 anos de fundação, Grêmio Esportivo Três Estrelas conquistou muitos títulos pela Liga Gravataiense de Futebol e Conselho Municipal de Esportes (CMD), tornando-se o maior campeão do município de Gravataí no Primeiro Quadro (Especial de Amadores) com  12 títulos municipais.
O Clube conta ainda nos últimos 10 anos com: 03 Títulos do Municipal Categoria Veterano, 01 na Categoria Master e 09 vezes campeão das Categorias de Base e 01 Campeonato de Futsal.

### Citadino
- Campeonato Citadino de Gravataí: 12 vezes — 1982, 1983, 1989, 1990, 1991, 1992 1997, 2006 , 2011, 2013, 2018 e 2022.

### Amador
- Torneio Anual do América: 1 vez — 2012 (37ª edição).[3]

## Torcida
O Time conta com o apoio incondicional de sua fanática torcida formada por pessoas da região, de todas as idades e classes sociais. Também conta com a Torcida Organizada Bicho Papão, considerada a maior torcida estilo barra brava da várzea. Suas cores oficiais são Vermelho, Preto e Branco. Em sua história passaram craques como: Aparício, Valdeci, Dorival, João Cláudio, Guinho, Edson, Paulinho Cabeleira, Alemão e o grande goleiro Cláudio, Leandrinho, Vavá, Sarará, Gian, Duduzinho, entre outros.